# Adi (peuple d'Asie)
Pour les articles homonymes, voir Adi.

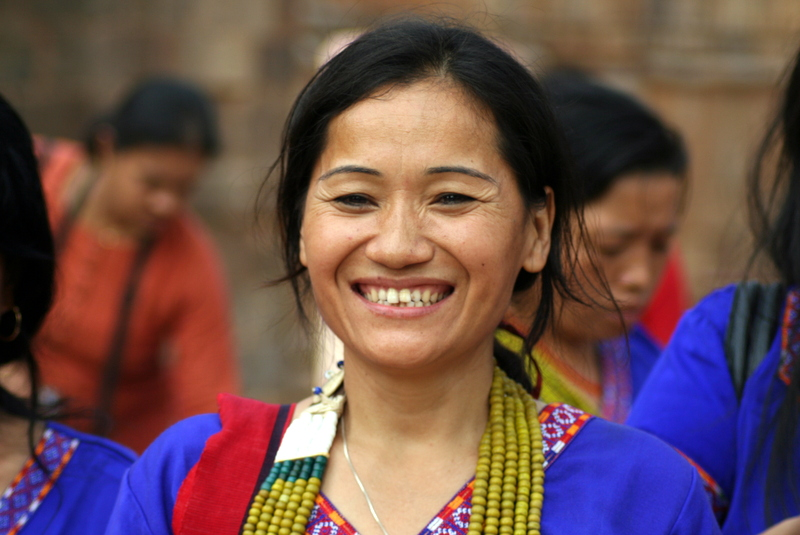

Les Adi ou Abor sont une population vivant dans l’Arunachal Pradesh et dans l’Assamen Inde, et également au Tibet, où on les appelle Lhoba ou Luoba,.